# NHL Entry Draft 2001
NHL Entry Draft 2001 był 39. draftem NHL w historii. Odbył się w dniach 23–24 czerwca 2001 w National Car Rental Center w Sunrise. Rozlosowano 289 zawodników w 9 rundach. Z numerem 1 został wybrany Rosjanin, Ilja Kowalczuk do Atlanta Thrashers.

## Draft 2001
Oznaczenie pozycji zawodników: B – bramkarz, O – obrońca, C – center, PW – prawskrzydłowy, LW – lewoskrzydłowy.

### Runda 1
| #  | Zawodnik                   | Narodowość        | Drużyna NHL                                     | Klub macierzysty             |
| -- | -------------------------- | ----------------- | ----------------------------------------------- | ---------------------------- |
| 1  | Ilja Kowalczuk (LW)        | Rosja             | Atlanta Thrashers                               | Spartak Moskwa               |
| 2  | Jason Spezza (C)           | Kanada            | Ottawa Senators (z NY Islanders)                | Windsor Spitfires (OHL)      |
| 3  | Aleksandr Switow (C)       | Rosja             | Tampa Bay Lightning                             | Awangard Omsk                |
| 4  | Stephen Weiss (C)          | Kanada            | Florida Panthers                                | Plymouth Whalers (OHL)       |
| 5  | Stanisław Czistow (LW)     | Rosja             | Anaheim Mighty Ducks                            | Awangard Omsk                |
| 6  | Mikko Koivu (C)            | Finlandia         | Minnesota Wild                                  | TPS                          |
| 7  | Mike Komisarek (O)         | Stany Zjednoczone | Montréal Canadiens                              | University of Michigan       |
| 8  | Pascal Leclaire (B)        | Kanada            | Columbus Blue Jackets                           | Halifax Mooseheads (QMJHL)   |
| 9  | Tuomo Ruutu (C)            | Finlandia         | Chicago Blackhawks                              | Jokerit                      |
| 10 | Dan Blackburn (B)          | Kanada            | New York Rangers                                | Kootenay Ice (WHL)           |
| 11 | Fredrik Sjöström (PW)      | Szwecja           | Phoenix Coyotes (z Calgary)                     | Frölunda HC                  |
| 12 | Dan Hamhuis (O)            | Kanada            | Nashville Predators                             | Prince George Cougars (WHL)  |
| 13 | Aleš Hemský (PW)           | Czechy            | Edmonton Oilers (z Bostonu)                     | Hull Olympiques (QMJHL)      |
| 14 | Chuck Kobasew (PW)         | Kanada            | Calgary Flames (z Phoenix)                      | Boston College (NCAA)        |
| 15 | Igor Kniaziew (O)          | Rosja             | Carolina Hurricanes                             | Spartak Moskwa               |
| 16 | R.J. Umberger (PW)         | Stany Zjednoczone | Vancouver Canucks                               | Ohio State University (CCHA) |
| 17 | Carlo Colaiacovo (O)       | Kanada            | Toronto Maple Leafs                             | Leafs Erie Otters (OHL)      |
| 18 | Jens Karlsson (LW)         | Szwecja           | Los Angeles Kings                               | Frölunda HC                  |
| 19 | Shaone Morrisonn (O)       | Kanada            | Boston Bruins (z Edmonton)                      | Kamloops Blazers (WHL)       |
| 20 | Marcel Goc (C)             | Niemcy            | San Jose Sharks                                 | SERC Wild Wings              |
| 21 | Colby Armstrong (PW)       | Kanada            | Pittsburgh Penguins                             | Red Deer Rebels (WHL)        |
| 22 | Jiří Novotný (C)           | Czechy            | Buffalo Sabres                                  | HC Czeskie Budziejowice      |
| 23 | Tim Gleason (O)            | Stany Zjednoczone | Ottawa Senators (z Philadelphia przez Tampa)    | Windsor Spitfires (OHL)      |
| 24 | Lukáš Krajíček (O)         | Czechy            | Florida Panthers (z St. Louis przez New Jersey) | Peterborough Petes (OHL)     |
| 25 | Aleksandr Pierieżogin (PW) | Rosja             | Montreal Canadiens (z Washington)               | Awangard Omsk                |
| 26 | Jason Bacashihua (B)       | Stany Zjednoczone | Dallas Stars                                    | Chicago Freeze (NAHL)        |
| 27 | Jeff Woywitka (O)          | Kanada            | Philadelphia Flyers (z Ottawy)                  | Red Deer Rebels (WHL)        |
| 28 | Adrian Foster (C)          | Kanada            | New Jersey Devils                               | Saskatoon Blades (WHL)       |
| 29 | Adam Munro (B)             | Kanada            | Chicago Blackhawks (z Detroit)                  | Erie Otters (OHL)            |
| 30 | Dave Steckel (C)           | Stany Zjednoczone | Los Angeles Kings (z Colorado)                  | Ohio State University (NCAA) |

### Runda 2
| #  | Zawodnik               | Narodowość        | Drużyna NHL                                        | Klub macierzysty                   |
| -- | ---------------------- | ----------------- | -------------------------------------------------- | ---------------------------------- |
| 40 | Fiodor Tiutin (O)      | Rosja             | New York Rangers                                   | SKA Sankt Petersburg               |
| 41 | Andriej Taratuchin (C) | Rosja             | Calgary Flames (z Calgary przez Anaheim i Phoenix) | Awangard Omsk                      |
| 49 | Michael Cammalleri (C) | Kanada            | Los Angeles Kings (z Toronto)                      | University of Michigan (NCAA)      |
| 51 | Jaroslav Bednář (C)    | Czechy            | Los Angeles Kings                                  | HIFK                               |
| 54 | Noah Welch (O)         | Stany Zjednoczone | Pittsburgh Penguins                                | Saint Sebastian’s School (USHS)    |
| 55 | Jason Pominville (PS)  | Stany Zjednoczone | Buffalo Sabres                                     | Shawinigan Cataractes (QMJHL)      |
| 62 | Igor Grigorienko (PS)  | Rosja             | Detroit Red Wings                                  | Łada Togliatti                     |
| 63 | Peter Budaj (B)        | Słowacja          | Colorado Avalanche                                 | Toronto St. Michael’s Majors (OHL) |

### Runda 3
| #  | Zawodnik                 | Narodowość | Drużyna NHL                                     | Klub macierzysty             |
| -- | ------------------------ | ---------- | ----------------------------------------------- | ---------------------------- |
| 66 | Fiodor Fiodorow (LS)     | Rosja      | Vancouver Canucks (z Atlanty)                   | Sudbury Wolves (OHL)         |
| 71 | Tomáš Plekanec (C)       | Czechy     | Montréal Canadiens                              | HC Kladno                    |
| 75 | Dienis Płatonow (PS)     | Rosja      | Nashville Predators (z Calgary)                 | Kristałł Saratów             |
| 76 | Oliver Setzinger (C)     | Szwajcaria | Nashville Predators                             | Ilves                        |
| 80 | Michael Garnett (B)      | Kanada     | Atlanta Thrashers (z Vancouver)                 | Saskatoon Blades (WHL)       |
| 92 | Anthony Aquino (PS)      | Kanada     | Dallas Stars                                    | Merrimack College (NCAA)     |
| 94 | Jewgienij Artiuchin (PS) | Rosja      | Tampa Bay Lightning (z New Jersey przez Ottawę) | Witiaź Podolsk               |
| 95 | Patrick Sharp (C)        | Kanada     | Philadelphia Flyers (z Detroit przez Nashville  | University of Vermont (NCAA) |

### Runda 4
| #   | Zawodnik              | Narodowość | Drużyna NHL                                                   | Klub macierzysty           |
| --- | --------------------- | ---------- | ------------------------------------------------------------- | -------------------------- |
| 98  | Jordin Tootoo (PS)    | Kanada     | Nashville Predators (z New York Islanders przez Philadelphia) | Brandon Wheat Kings        |
| 99  | Ray Emery (B)         | Kanada     | Ottawa Senators (z Tampa Bay)                                 | Sault Ste Marie Greyhounds |
| 102 | Timo Pärssinen (O)    | Finlandia  | Mighty Ducks of Anaheim                                       | HPK                        |
| 106 | Christian Ehrhoff (O) | Niemcy     | San Jose Sharks (z Chicago)                                   | Krefeld Pinguine           |
| 107 | Dimitri Pätzold (B)   | Niemcy     | San Jose Sharks (z New York Rangers)                          | TSV Erding                 |
| 110 | Rob Zepp (G)          | Kanada     | Carolina Hurricanes (z Nashville przez Philadelphia)          | Plymouth Whalers           |
| 120 | Tomáš Surový (LW)     | Słowacja   | Pittsburgh Penguins                                           | ŠKP PS Poprad              |
| 129 | Miroslav Blaťák (O)   | Czechy     | Detroit Red Wings                                             | HC Zlín                    |

### Runda 5
| #   | Zawodnik            | Narodowość | Drużyna NHL                               | Klub macierzysty        |
| --- | ------------------- | ---------- | ----------------------------------------- | ----------------------- |
| 133 | Jussi Markkanen (B) | Finlandia  | Edmonton Oilers (wyrównawczo)             | Tappara                 |
| 150 | Bernd Brückler (B)  | Austria    | Philadelphia Flyers (w ramach wyrównania) | Tri-City Storm (ECHL)   |
| 153 | Tuukka Mäntylä (O)  | Finlandia  | Los Angeles Kings                         | Tappara                 |
| 155 | Michal Vondrka (C)  | Czechy     | Buffalo Sabres                            | HC Czeskie Budziejowice |
| 161 | Mike Smith (B)      | Kanada     | Dallas Stars                              | Sudbury Wolves (OHL)    |
| 164 | Jurij Trubaczow (C) | Rosja      | Calgary Flames (z Detroit)                | SKA Sankt Petersburg    |

### Runda 6
| #   | Zawodnik              | Narodowość | Drużyna NHL                        | Klub macierzysty        |
| --- | --------------------- | ---------- | ---------------------------------- | ----------------------- |
| 168 | Maksim Kondratjew (O) | Rosja      | Toronto Maple Leafs (z Atlanty)    | Łada Togliatti          |
| 172 | Dennis Seidenberg (O) | Niemcy     | Philadelphia Flyers                | Adler Mannheim          |
| 176 | Marek Židlický (O)    | Czechy     | New Jersey Devils                  | HIFK                    |
| 177 | Andriej Razin (C)     | Rosja      | Philadelphia Flyers (z Calgary)    | Mietałłurg Magnitogorsk |
| 189 | Pasi Nurminen (B)     | Finlandia  | Atlanta Thrashers (z Philadelphia) | Jokerit                 |
| 192 | Jussi Jokinen (LS)    | Finlandia  | Dallas Stars                       | Kärpät                  |

### Runda 7
| #   | Zawodnik               | Narodowość        | Drużyna NHL                         | Klub macierzysty                |
| --- | ---------------------- | ----------------- | ----------------------------------- | ------------------------------- |
| 220 | David Moss (PS)        | Stany Zjednoczone | Calgary Flames (z St. Louis Blues)  | Cedar Rapids RoughRiders (USHL) |
| 221 | Johnny Oduya (O)       | Szwecja           | Washington Capitals                 | Tigres de Victoriaville         |
| 223 | Brandon Bochenski (PS) | Stany Zjednoczone | Ottawa Senators                     | Lincoln Stars (USHL)            |
| 224 | Tony Mårtensson (C)    | Szwecja           | Anaheim Mighty Ducks (z New Jersey) | Brynäs IF                       |

### Runda 8
| #   | Zawodnik          | Narodowość | Drużyna NHL          | Klub macierzysty   |
| --- | ----------------- | ---------- | -------------------- | ------------------ |
| 232 | Martin Gerber (B) | Szwajcaria | Anaheim Mighty Ducks | SCL Tigers         |
| 241 | Milan Jurčina (O) | Słowacja   | Boston Bruins        | Halifax Mooseheads |
| 246 | Tomáš Mojžíš (O)  | Czechy     | Toronto Maple Leafs  | Moose Jaw Warriors |
| 253 | Petr Čajánek (LS) | Czechy     | St. Louis Blues      | HC Zlín            |
| 258 | Dmitrij Bykow (O) | Rosja      | Detroit Red Wings    | Ak Bars Kazań      |

### Runda 9
| #   | Zawodnik                  | Narodowość | Drużyna NHL                                          | Klub macierzysty    |
| --- | ------------------------- | ---------- | ---------------------------------------------------- | ------------------- |
| 266 | Viktor Ujčík (PS)         | Czechy     | Montreal Canadiens                                   | Slavia Praga        |
| 267 | Ivan Majeský (O)          | Słowacja   | Florida Panthers (z Columbus)                        | Ilves               |
| 271 | Mikko Lehtonen (O)        | Finlandia  | Nashville Predators                                  | Kärpät              |
| 273 | Severin Blindenbacher (O) | Szwajcaria | Phoenix Coyotes                                      | Kloten Flyers       |
| 275 | Robert Müller (B)         | Niemcy     | Washington Capitals (z Vancouver przez NY Islanders) | Adler Mannheim      |
| 281 | Ilja Sołariow (LS)        | Kazachstan | Tampa Bay Lightning (z Buffalo)                      | Mołot-Prikamje Perm |
| 282 | Marcel Rodman (PS)        | Słowenia   | Boston Bruins (z Philadelphia)                       | Peterborough Petes  |
| 286 | Toni Dahlman (PS)         | Finlandia  | Ottawa Senators                                      | Ilves               |